# Wołodymyr Aksionow
Wołodymyr Hryhorowycz Aksionow, ukr. Володимир Григорович Аксьонов, ros. Владимир Григорьевич Аксёнов, Władimir Grigorjewicz Aksionow (ur. 1 stycznia 1937 w Połtawie, Ukraińska SRR, zm. 15 stycznia 2009, Ukraina) – ukraiński piłkarz, grający na pozycji obrońcy, trener piłkarski.

## Kariera piłkarska
W 1959 rozpoczął karierę piłkarską w klubie Awanhard Tarnopol. W 1960 przeszedł do Naftowyka Drohobycz, w którym zakończył karierę piłkarza.

## Kariera trenerska
Po zakończeniu kariery piłkarza rozpoczął pracę szkoleniowca. Od stycznia do 17 sierpnia 1957 stał na czele Kołosu Połtawa. Od maja 1980 do maja 1982 ponownie prowadził połtawski klub. Od 1983 do 1985 pracował na stanowisku dyrektora technicznego Nywy Tarnopol. Od kwietnia 1989 do 28 września 1993 obejmował stanowisko prezesa Nywy.
15 stycznia 2009 zmarł w wieku 72 lat.